# Aglyptodactylus australis
Aglyptodactylus australis es una especie de anfibio anuro de la familia Mantellidae.

## Distribución geográfica
Esta especie es endémica del parque nacional Andohahela en Madagascar.

## Descripción
El espécimen adulto macho observado en la descripción original mide 47 mm de longitud estándar y las 2 especímenes adultas hembras observadas en la descripción original miden 82 mm de longitud estándar.

## Etimología
El nombre específico australis proviene del latín australis, meridional, con referencia a la distribución de esta especie.

## Publicación original
- Köhler, Glaw, Pabijan & Vences, 2015: Integrative taxonomic revision of mantellid frogs of the genus Aglyptodactylus (Anura: Mantellidae). Zootaxa, n.º 4006, p. 401–438.[3]